# Rappoldshofen
Rappoldshofen ist ein Gemeindeteil der Gemeinde Gerhardshofen im Landkreis Neustadt an der Aisch-Bad Windsheim (Mittelfranken, Bayern). Rappoldshofen liegt in der Gemarkung Gerhardshofen.

## Geografie
Das Dorf liegt am Nordufer der Aisch. Im Norden erhebt sich der Mühlberg (308 m ü. NHN), ca. 1 km südlich der Hafnersberg (339 m ü. NHN). Eine Gemeindeverbindungsstraße führt nach Reinhardshofen zur Kreisstraße NEA 12 (1,3 km westlich) bzw. die Bundesstraße 470 kreuzend an Altenbuch vorbei nach Göttelhöf (3 km südöstlich). Eine weitere Gemeindeverbindungsstraße führt nach Eckenhof (1,1 km nordöstlich).

## Geschichte
Der Ort wie auch die Nachbarorte, die auf –hof(en) enden, gehören vermutlich dem karolingischen Siedlungsbau an. Sie können ein Seitenausbaustück der Königsmark Riedfeld gewesen sein, das ausschließlich Grundherren überlassen wurde, in diesem Fall einem Ratbold. Erstmals urkundlich erwähnt wurde der Ort jedoch erst am 29. Januar 1347. Zu dieser Zeit gehörte der Ort zum Amt Dachsbach der Burggrafschaft Nürnberg. 1360 gab es im Ort sieben zinspflichtige Bauern. 1400 wurde der Ort an Ritter Otto verkauft, er gelangte später an das Markgraftum Brandenburg-Kulmbach.
Gegen Ende des 18. Jahrhunderts gab es in Rappoldshofen zehn Anwesen (1 Mühle, 3 Höflein, 5 Güter, 1 Haus). Das Hochgericht, die Dorf- und Gemeindeherrschaft und die Grundherrschaft über alle Anwesen übte das brandenburg-bayreuthische Kasten- und Jurisdiktionsamt Dachsbach aus.
Von 1797 bis 1810 unterstand der Ort dem Justizamt Dachsbach und Kammeramt Neustadt. Im Rahmen des Gemeindeedikts wurde Rappoldshofen dem 1811 gebildeten Steuerdistrikt Gutenstetten und der 1813 gebildeten Ruralgemeinde Pahres zugeordnet. Mit dem Zweiten Gemeindeedikt (1818) wurde es in die neu gebildete Ruralgemeinde Reinhardshofen umgemeindet. Am 1. Januar 1972 wurde Rappoldshofen im Zuge der Gebietsreform in Bayern nach Gerhardshofen eingemeindet.

### Baudenkmäler
- Haus Nr. 12: Wohnstallhaus[10]
- Haus Nr. 60: Mühle an der Aisch; eingeschossiges Satteldachhaus mit drei Dachgeschossen; im Türsturz „Martin Hofmann/1749“; Giebelanbau nach Ost 1860, nach West 1923[11]
- Haus Nr. 63: Ein Pfeiler der Hofeinfahrt bezeichnet „G C W“ (eiß) / „1841“.[11]

### Einwohnerentwicklung
| Jahr      | 001818 | 001840 | 001861 | 001871 | 001885 | 001900 | 001925 | 001950 | 001961 | 001970 | 001987 | 002016 | 002020 |
| Einwohner | 85     | 96     | 89     | 85     | 76     | 72     | 63     | 85     | 47     | 51     | 70     | 72     | 74     |
| Häuser    | 13     | 14     |        |        | 13     | 13     | 12     | 11     | 11     |        | 17     |        |        |
| Quelle    | [ 13 ] | [ 14 ] | [ 15 ] | [ 16 ] | [ 17 ] | [ 18 ] | [ 19 ] | [ 20 ] | [ 21 ] | [ 22 ] | [ 23 ] | [ 24 ] | [ 1 ]  |

## Religion
Der Ort ist seit der Reformation evangelisch-lutherisch geprägt und bis heute nach St. Peter und Paul (Gerhardshofen) gepfarrt.